# Tanto Monta
Tanto monta… é uma frase feita utilizada pelo Rei Católico, Fernando II de Aragão, como mote heráldico; ou, o que é o mesmo, uma frase breve que se incluía no emblema pessoal e que aparece numa grande quantidade de edifícios construídos durante o reinado dos Reis Católicos em finas do século XV e princípios do XVI. 
Modificada para Tanto monta, monta tanto,…, a frase utiliza-se para indicar que numa sociedade a opinião, ou o que disponha um sócio, é igualmente válido que a do outro. Em tempos dos Reis Católicos a frase implicava que tanto importa cortar o nó górdio como desatá-lo, e remete ao episódio clássico da biografia de Alexandre Magno.

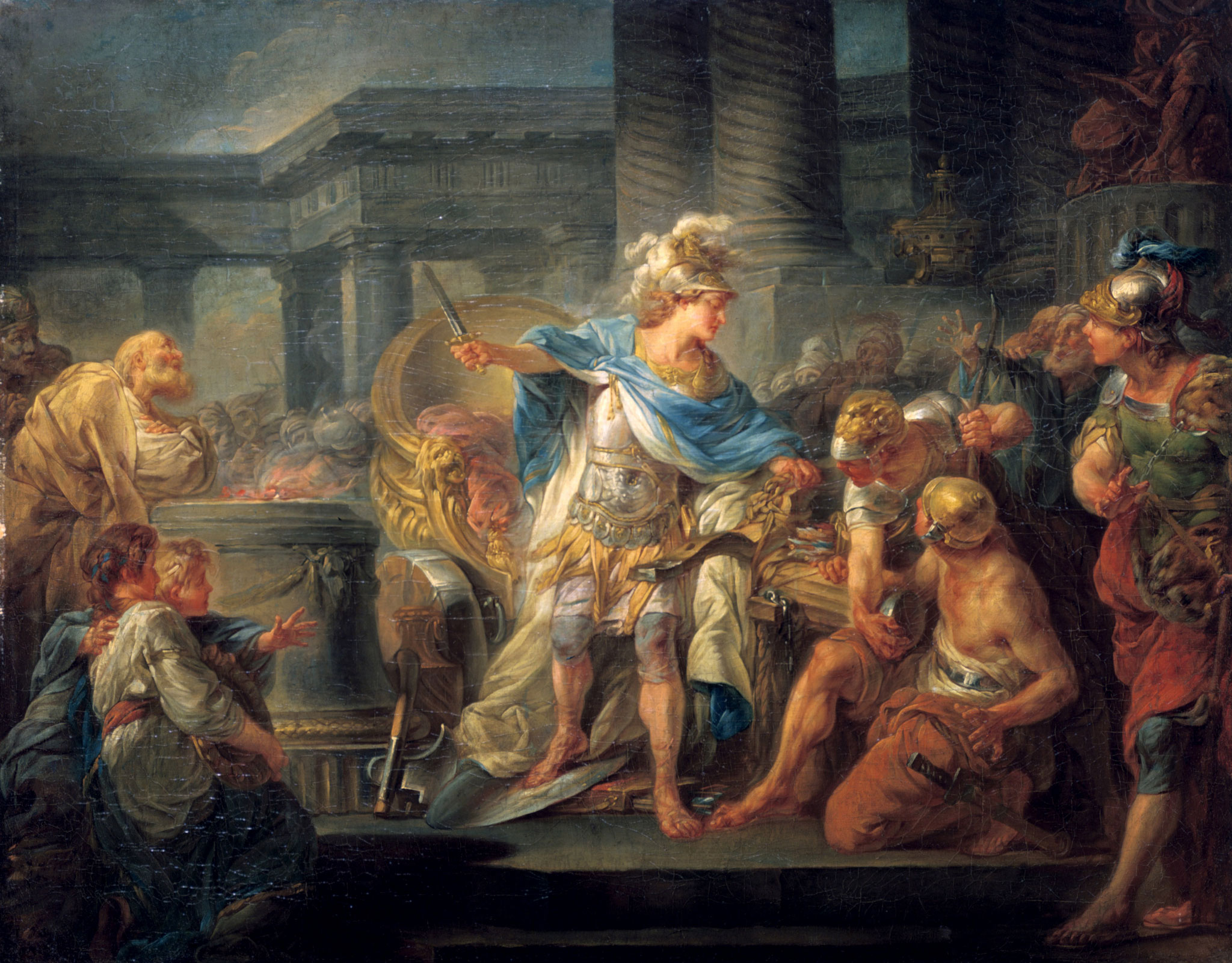
Alexandre Magno, cortando o Nó górdio

## Fórmula correcta
A fórmula correcta é Tanto Monta, e foi o lema pessoal do rei Fernando II de Aragão, aludindo à canga e ao nó que figuram no seu escudo de armas.
Estas armas foram tomadas da história do famoso Nó górdio, lenda que o historiador Quinto Cúrcio Rufo conta dizendo que quando o imperador Alexandre Magno chegou a um templo de Górdio achou uma canga atada por um nó muito intrincado e apertado do que se dizia que quem o desatasse seria senhor da Ásia. Alexandre, sem pensar duas vezes, sacou da espada e cortou o nó, dizendo: dá o mesmo (tanto monta) cortar como desatar. Foi o mestre Antonio de Nebrija quem sugeriu o Nó górdio como símbolo (canga com nó) e a frase Tanto Monta como divisa pessoal a Fernando o Católico.